# Hochreutinera amplexifolia
Hochreutinera amplexifolia är en malvaväxtart som först beskrevs av Dc., och fick sitt nu gällande namn av P.A. Fryxell. Hochreutinera amplexifolia ingår i släktet Hochreutinera och familjen malvaväxter. Inga underarter finns listade i Catalogue of Life.